# كيري كوندون
كيري كوندون (بالإنجليزية: Kerry Condon)‏ هي ممثلة أيرلندية، ولدت في 9 يناير 1983 في جمهورية أيرلندا.

## أعمال

### أفلام
- (2005) داني ذا دوج[7]
- (2015)  عصر ألترون
- (2016)  الحرب الأهلية[8][9][10]
- (2017) ثلاث لوحات خارج إيبينغ، ميزوري[11]
- (2017)  العودة للوطن[12][13]
- (2018)  الحرب اللانهائية[14][14]
- (2019)  نهاية اللعبة[15][16]

### مسلسلات
- الموتى السائرون
- من الأفضل الاتصال بسول

## وصلات خارجية
- كيري كوندون على موقع IMDb (الإنجليزية)
- كيري كوندون على موقع روتن توميتوز (الإنجليزية)
- كيري كوندون على موقع ألو سيني (الفرنسية)
- كيري كوندون على موقع أول موفي (الإنجليزية)
- كيري كوندون على موقع قاعدة بيانات برودواي على الإنترنت (الإنجليزية)
- كيري كوندون على موقع قاعدة بيانات الأفلام السويدية (السويدية)
- كيري كوندون على موقع قاعدة بيانات الفيلم (الإنجليزية)
- كيري كوندون على موقع كينوبويسك (الروسية)